# Двирна, Вера Филипповна
Вера Филипповна Двирна, другой вариант фамилии — Двирная (укр. Віра Пилипівна Двірна; 16 апреля 1935 год, село Старый Коврай, Ирклиевский район, Полтавская область) — передовик сельскохозяйственного производства, доярка племенного завода «Старый Коврай» Чернобаевского района Черкасской области. Герой Социалистического Труда (1966).

## Биография
Родилась 16 апреля 1935 года в крестьянской семье в селе Старый Коврай Ирклиевского района Полтавской области (сегодня — Чернобаевский район Черкасской области). Окончила Тальянковский сельскохозяйственный техникум. С 1959 года работала дояркой племенного завода «Старый Коврай» Чернобаевского района. В течение шести лет занимала передовые позиции по надою молока. Самым высоким достижением был надой в среднем по 5110 килограмм молока с каждой коровы. В 1966 году удостоена звания Героя Социалистического Труда за высокие надои молока.
Несколько раз избиралась депутатом сельского и Чернобаевского районного советов. Была депутатом Черкасского областного совета от Чернобаевского района.
В 1990 году вышла на пенсию.

## Награды
- Герой Социалистического Труда — указ Президиума Верховного Совета от 22 марта 1966 года
- Орден Ленина